# Cimitero di West Point
Il cimitero di West Point (West Point Cemetery) è un cimitero storico degli Stati Uniti d'America, situato sui terreni dell'Accademia militare degli Stati Uniti a West Point (New York), nella contea di Orange. Si affaccia sul fiume Hudson, e servì da luogo di sepoltura per i soldati della guerra d'indipendenza americana e per i primi abitanti di West Point ben prima del 1817 quando fu ufficialmente designato come cimitero militare. Anteriormente a quella data, l'area era nota come German Flats ("Piane Tedesche"). Fino ad allora vari piccoli lotti sparsi servivano come luoghi di inumazione. Le tombe di questi lotti e i resti successivamente ritrovati durante gli scavi per la costruzione furono trasferiti nel nuovo sito.
Una strada migliorata per il cimitero fu costruita nel 1840, e la casa per il guardiano del cimitero fu eretta nel 1872. Il cimitero ospita vari monumenti, tra i quali il Monumento a Dade, il Monumento ai Cadetti, il Monumento a Wood e il Monumento a Margaret Corbin.

## Personalità sepolte
Il cimitero include le sepolture di molti importanti personaggi:
- Maggior generale Charles Treat, comandante della 37th Infantry Division e successivamente comandante militare presso il Regio Esercito durante la prima guerra mondiale
- Maggior generale Robert Anderson, ufficiale dell'esercito dell'Unione al comando di Fort Sumter all'inizio della guerra di secessione
- Earl "Red" Blaik, capo allenatore della squadra di football dell'esercito 1941–1958, membro della College Football Hall of Fame
- John Milton Brannan, generale dell'esercito dell'Unione
- Maggior generale John Buford, comandante della cavalleria dell'Unione che preparò la strada per la battaglia di Gettysburg
- Maggior generale Daniel Butterfield, compositore di Taps
- Generale Lucius D. Clay, "Padre del ponte aereo di Berlino"
- Margaret Corbin, eroina della Guerra d'indipendenza
- Tenente colonnello con brevetto Alonzo Cushing, ufficiale d'artiglieria dell'Unione, ucciso durante la carica di Pickett a Gettysburg; insignito dopo la morte della Medaglia d'Onore nel 2014
- Maggior generale con brevetto George Armstrong Custer, comandante della cavalleria dell'Unione durante la Guerra di secessione e le Guerre indiane, ucciso nella battaglia di Little Bighorn
- Glenn Davis (giocatore di football americano), vincitore dell'Heisman Trophy per il 1946
- Maggie Dixon, allenatrice di pallacanestro femminile a West Point, 2005–2006
- Capitano Philip Egner, a lungo direttore della West Point Band e compositore della canzone di guerra di West Point "On, Brave Old Army Team."
- Tenente generale James Maurice Gavin, comandante della 82nd Airborne Division durante la seconda guerra mondiale
- Maggior generale George Washington Goethals, "Costruttore del Canale di Panama"
- Maggior generale Frederick Dent Grant, figlio del presidente Ulysses S. Grant
- Tenente generale Howard Dwayne Graves, sovrintendente, Accademia Militare degli Stati Uniti
- Maggior generale William H. Hay, comandante della 28th Infantry Division nella prima guerra mondiale
- Maggior generale Ethan Allen Hitchcock, veterano della Guerra messico-statunitense, consigliere speciale del presidente durante la Guerra di secessione
- Brigadier generale Ranald S. Mackenzie, veterano della Guerra di secessione, comandante dei Buffalo Soldiers durante le Guerre indiane
- Maresciallo Martin "Marty" Maher, Jr., personaggio centrale nel film La lunga linea grigia
- Colonnello David "Mickey" Marcus, primo generale d'Israele, unico americano sepolto qui che morì combattendo sotto una bandiera straniera
- Maggior generale Wesley Merritt, veterano della Guerra di secessione, governatore militare delle Filippine
- Maggior generale Bryant Edward Moore, Korea IX corps, 8ª divisione di fanteria "Blue Devils" "Timberwolves" e Pacifico
- Generale Alexander M. Patch, comandante della Seventh United States Army
- Secondo tenente Emily J. T. Perez, uccisa in azione - Iraq 2006, Premio al Valore NCAA – 2008.
- Maggior generale Thomas H. Ruger, veterano della Guerra di secessione, sovrintendente dell'Accademia Militare degli Stati Uniti
- Maggior generale Herbert Norman Schwarzkopf, il primo sovrintendente della Polizia di Stato del New Jersey
- Generale H. Norman Schwarzkopf, Jr., comandante delle forze di coalizione nella Guerra del Golfo
- Tenente generale Winfield Scott, il generale americano con il più lungo servizio (1813–1861), comandato nell'esercito degli Stati Uniti dal 1841 al 1861.
- Maggior generale George Sykes, comandante nella Guerra di secessione
- Brigadier generale Sylvanus Thayer, noto come "Il padre dell'Accademia Militare degli Stati Uniti" per il rigido regime attuato sotto la sua direzione
- Brigadier generale John T. Thompson, inventore del mitra Thompson
- Guardiamarina Dominick Trant, nativo di Cork, Irlanda e soldato nel Ninth Massachusetts Regiment dell'Esercito Continentale, morto a West Point nel 1782. La sua tomba è la più antica del cimitero
- Colonnello Theodore S. Westhusing, l'ufficiale di più alto grado a morire nella Guerra in Iraq– 2005, "Multi-national Security Transition Command – Iraq".
- Generale William Westmoreland, capo di stato maggiore dell'Esercito, sovrintendente, dell'Accademia Militare degli Stati Uniti, comandante del Military Assistance Command, Vietnam nel 1964–1968
- Tenente colonnello Edward Higgins White II, primo americano a fare una passeggiata spaziale, ucciso nell'incendio dell'Apollo 1 il 27 gennaio 1967
- Tenente colonnello Henry A. Phillips, Sr., insignito con la Soldier's Medal, diplomato nel 1960
- Tenente colonnello con brevetto Eleazer D. Wood, primo diplomato di West Point a morire in battaglia e primo ad essere seppellito nel cimitero

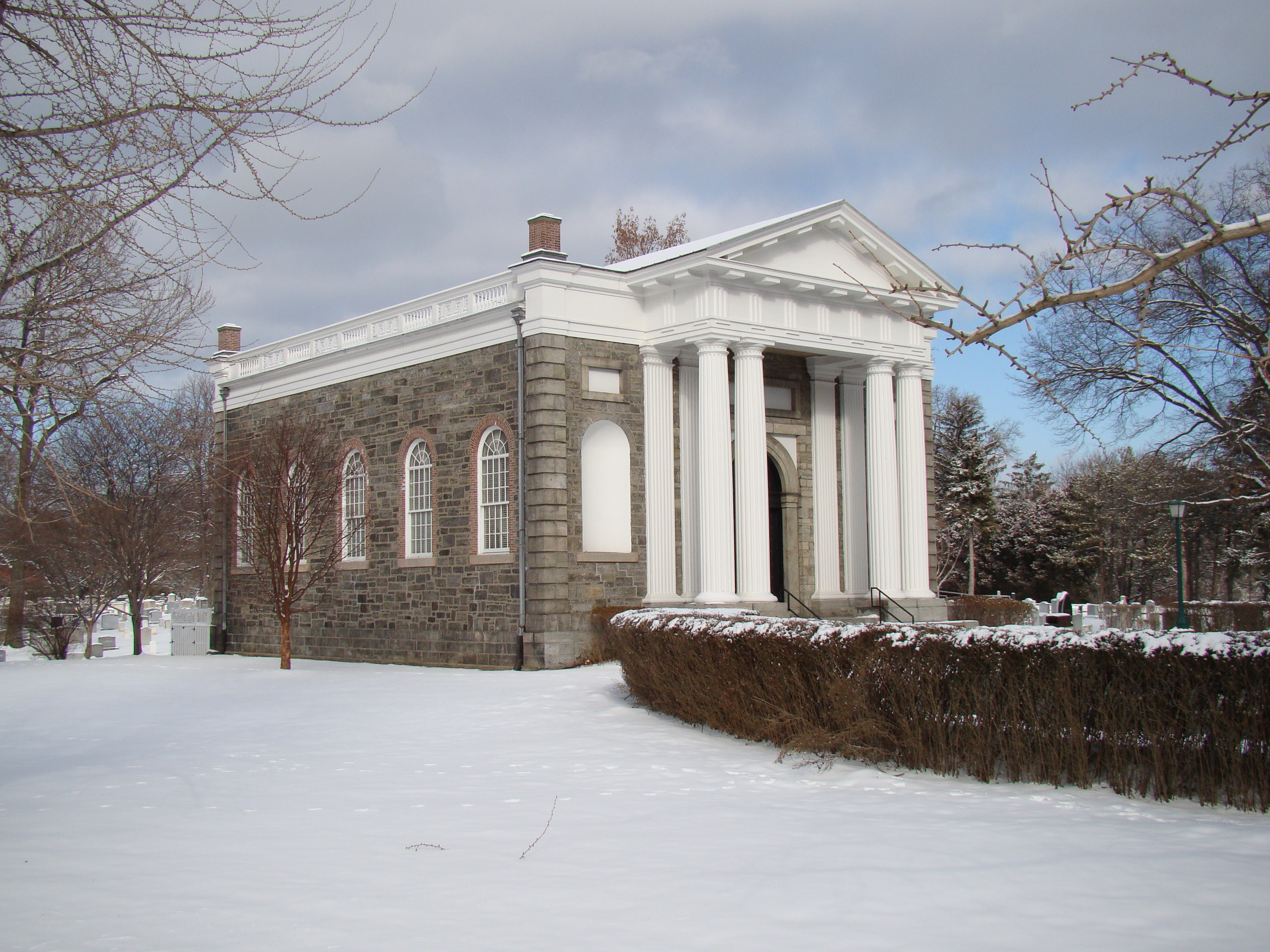
La Old Cadet Chapel ("Vecchia Cappella dei Cadetti") all'entrata del cimitero
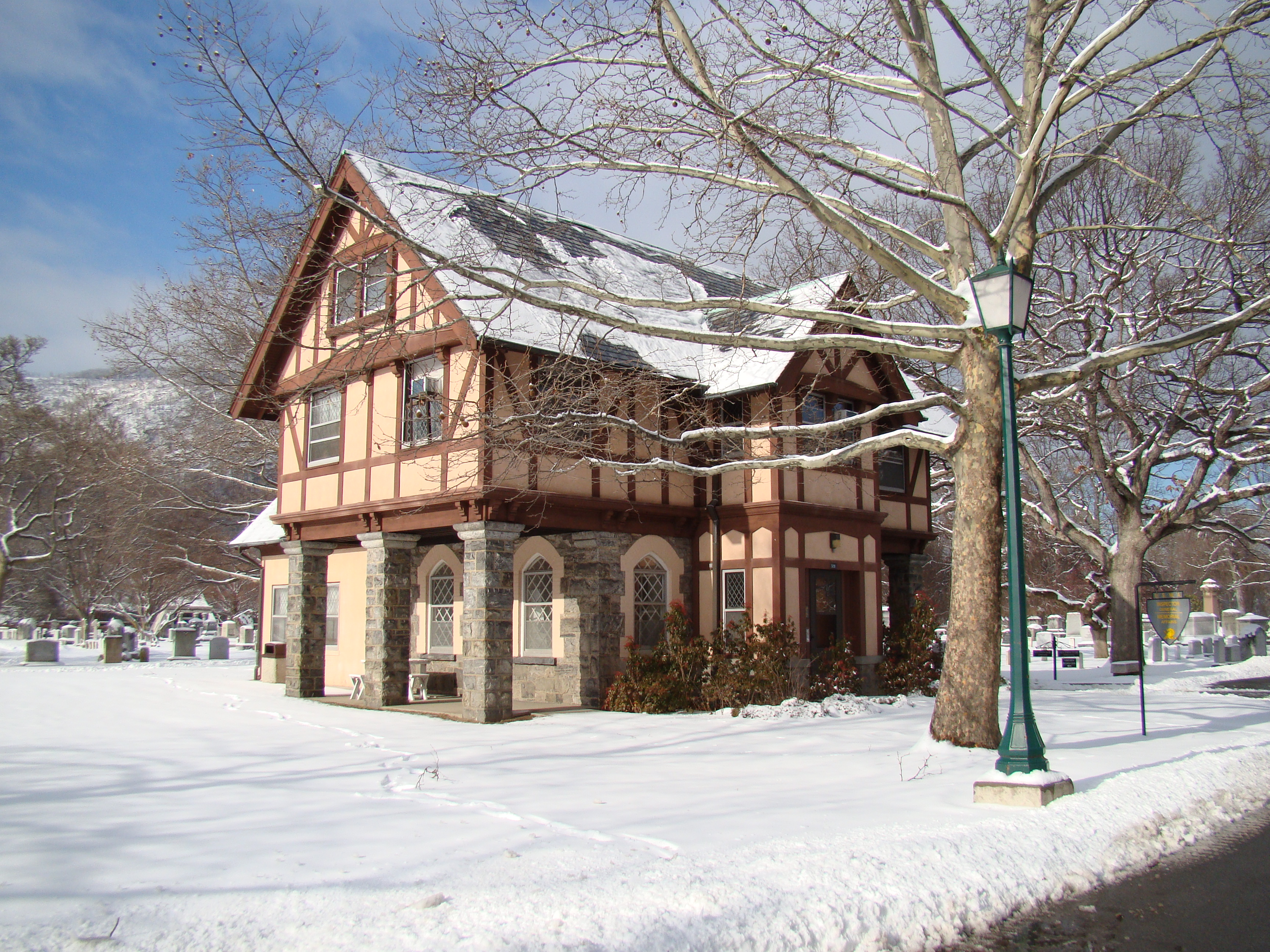
La casa del guardiano